# Liga de Voleibol Superior Masculino 2019
La Liga de Voleibol Superior Masculino 2019 si è svolta dal 6 giugno 2019 al 21 settembre 2019: al torneo hanno partecipato 6 squadre di club portoricane e la vittoria finale è andata per la sesta volta, la quarta consecutiva, ai Mets de Guaynabo.

## Regolamento

### Formula
È prevista una regular season in cui le sei squadre partecipanti si affrontano quattro volte, per un totale di venti incontri. Al termine della regular season:
- Le prime quattro classificate accedono ai play-off scudetto, strutturati in semifinali e finale al meglio delle sette gare, venendo accoppiate col metodo della serpentina.

### Criteri di classifica
Se il risultato finale è stato di 3-0 o 3-1 sono stati assegnati 3 punti alla squadra vincente e 0 a quella sconfitta, se il risultato finale è stato di 3-2 sono stati assegnati 2 punti alla squadra vincente e 1 a quella sconfitta.
L'ordine del posizionamento in classifica è stato definito in base a:
- Punti;
- Scontri diretti;
- Ratio dei set vinti/persi negli scontri diretti;
- Ratio dei punti realizzati/subiti negli scontri diretti.

## Squadre partecipanti
Al campionato di Liga de Voleibol Superior Masculino 2019 partecipano 6 squadre: di franchigie aventi diritto di partecipazione, i Gigantes de Adjuntas e gli Llaneros de Toa Baja, hanno chiesto una dispensa, saltando l'annata, così come i Capitanes de Arecibo, i Cariduros de Fajardo, i Gigantes de Carolina e i Plataneros de Corozal, già inattivi durante la stagione precedente; i Caribes de San Sebastián e gli Indios de Mayagüez tornano in campo dopo una stagione di inattività; i Mulos de Juncos, invece, sono una nuova franchigia, frutto di una nuova espansione della lega.
| Club                     | Stagione | Città         | Impianto                         | Stagione precedente                      |
| ------------------------ | -------- | ------------- | -------------------------------- | ---------------------------------------- |
| Cafeteros de Yauco       | dettagli | Yauco         | Coliseo Raúl "Pipote" Oliveras   | 5ª in LVSM                               |
| Caribes de San Sebastián | dettagli | San Sebastián | Coliseo Luis Aymat Cardona       | Non iscritti in LVSM                     |
| Changos de Naranjito     | dettagli | Naranjito     | Coliseo Gelito Ortega            | 4ª in LVSM, semifinali play-off scudetto |
| Indios de Mayagüez       | dettagli | Mayagüez      | Palacio de Recreación y Deportes | Non iscritti in LVSM                     |
| Mets de Guaynabo         | dettagli | Guaynabo      | Coliseo Mario Morales            | 1ª in LVSM, Campioni di Porto Rico       |
| Mulos de Juncos          | dettagli | Juncos        | Coliseo Rafael G. Amalbert       | -                                        |

## Torneo

### Regular season

#### Risultati
| Risultati |                           |     |                                   |
|           |                           |     |                                   |
| 06-06     | Yauco - San Sebastián     | 3-2 | 25-22, 27-29, 17-25, 30-28, 15-12 |
| 07-06     | Naranjito - Juncos        | 3-0 | 32-30, 25-17, 25-20               |
| 08-06     | Mayagüez - Guaynabo       | 1-3 | 18-25, 25-22, 19-25, 27-29        |
| 09-06     | Juncos - Yauco            | 3-1 | 25-16, 22-25, 25-18, 25-17        |
| 09-06     | Naranjito - San Sebastián | 3-0 | 25-19, 25-20, 25-18               |
| 12-06     | Guaynabo - Naranjito      | 1-3 | 23-25, 25-19, 23-25, 16-25        |
| 12-06     | Juncos - San Sebastián    | 3-1 | 25-11, 25-14, 16-25, 25-22        |
| 12-06     | Mayagüez - Yauco          | 3-1 | 25-8, 21-25, 25-19, 25-19         |
| 14-06     | Yauco - Mayagüez          | 3-2 | 25-22, 25-16, 20-25, 23-25, 18-16 |
| 14-06     | Juncos - Naranjito        | 2-3 | 21-25, 25-17, 29-27, 21-25, 5-15  |
| 16-06     | Mayagüez - Naranjito      | 3-0 | 25-20, 25-12, 25-23               |
| 16-06     | Yauco - Juncos            | 2-3 | 18-25, 26-24, 25-20, 23-25, 11-15 |
| 16-06     | San Sebastián - Guaynabo  | 3-0 | 25-22, 25-18, 25-23               |
| 19-06     | San Sebastián - Naranjito | 2-3 | 18-25, 25-21, 25-23, 20-25, 15-17 |
| 19-06     | Juncos - Mayagüez         | 3-2 | 23-25, 18-25, 25-21, 25-19, 15-9  |
| 19-06     | Yauco - Guaynabo          | 3-2 | 25-18, 22-25, 32-34, 25-23, 15-13 |
| 21-06     | Mayagüez - Juncos         | 3-1 | 25-19, 11-25, 25-22, 25-19        |
| 21-06     | Naranjito - Guaynabo      | 3-0 | 25-22, 25-15, 25-17               |
| 21-06     | Yauco - San Sebastián     | 1-3 | 19-25, 19-25, 25-19, 20-25        |
| 23-06     | Juncos - Guaynabo         | 3-2 | 25-19, 21-25, 25-19, 20-25, 15-10 |
| 23-06     | Yauco - Mayagüez          | 0-3 | 22-25, 17-25, 18-25               |
| 23-06     | San Sebastián - Naranjito | 3-2 | 25-27, 25-19, 25-22, 22-25, 21-19 |
| 25-06     | Guaynabo - Yauco          | 2-3 | 23-25, 21-25, 23-25, 25-19, 12-15 |
| 26-06     | San Sebastián - Mayagüez  | 2-3 | 25-22, 17-25, 21-25, 25-19, 13-15 |
| 26-06     | Juncos - Naranjito        | 3-1 | 25-16, 23-25, 25-21, 25-18        |
| 28-06     | Guaynabo - San Sebastián  | 3-0 | 25-16, 25-21, 25-17               |
| 28-06     | Naranjito - Yauco         | 3-1 | 25-23, 18-25, 25-18, 25-21        |
| 28-06     | Juncos - Mayagüez         | 1-3 | 25-19, 19-25, 23-25, 25-27        |
| 30-06     | San Sebastián - Juncos    | 0-3 | 25-27, 21-25, 25-27               |
| 30-06     | Guaynabo - Mayagüez       | 3-0 | 25-22, 29-27, 25-23               |

| Risultati |                           |     |                                   |
|           |                           |     |                                   |
| 30-06     | Yauco - Naranjito         | 0-3 | 21-25, 22-25, 21-25               |
| 02-07     | Guaynabo - Juncos         | 2-3 | 31-33, 19-25, 25-19, 25-22, 12-15 |
| 02-07     | Mayagüez - San Sebastián  | 3-0 | 25-14, 25-23, 25-17               |
| 02-07     | Yauco - Naranjito         | 0-3 | 24-26, 22-25, 24-26               |
| 04-07     | Guaynabo - Yauco          | 3-0 | 25-19, 25-22, 25-17               |
| 04-07     | Juncos - San Sebastián    | 3-0 | 25-20, 25-17, 25-18               |
| 04-07     | Naranjito - Mayagüez      | 0-3 | 20-25, 17-25, 20-25               |
| 06-07     | San Sebastián - Juncos    | 1-3 | 20-25, 28-26, 18-25, 21-25        |
| 06-07     | Mayagüez - Guaynabo       | 0-3 | 23-25, 21-25, 21-25               |
| 06-07     | Naranjito - Yauco         | 3-0 | 25-15, 25-20, 25-13               |
| 10-07     | Guaynabo - Naranjito      | 2-3 | 23-25, 25-23, 25-17, 23-25, 11-15 |
| 10-07     | Mayagüez - Juncos         | 3-2 | 24-26, 30-28, 22-25, 25-15, 15-10 |
| 10-07     | San Sebastián - Yauco     | 3-0 | 25-21, 29-27, 25-23               |
| 12-07     | Yauco - Guaynabo          | 1-3 | 13-25, 25-22, 22-25, 20-25        |
| 12-07     | Naranjito - Juncos        | 3-1 | 25-18, 25-27, 25-18, 25-23        |
| 12-07     | San Sebastián - Mayagüez  | 1-3 | 20-25, 25-21, 20-25, 17-25        |
| 14-07     | Guaynabo - San Sebastián  | 3-0 | 28-26, 25-22, 25-21               |
| 14-07     | Juncos - Yauco            | 3-0 | 25-18, 25-21, 25-23               |
| 16-07     | Guaynabo - Mayagüez       | 0-3 | 22-25, 22-25, 20-25               |
| 16-07     | Naranjito - San Sebastián | 3-1 | 25-18, 20-25, 25-18, 25-21        |
| 18-07     | Guaynabo - Juncos         | 3-2 | 21-25, 25-13, 25-21, 22-25, 15-10 |
| 18-07     | San Sebastián - Yauco     | 0-3 | 23-25, 25-27, 20-25               |
| 18-07     | Mayagüez - Naranjito      | 2-3 | 25-21, 23-25, 25-23, 21-25, 9-15  |
| 20-07     | Naranjito - Guaynabo      | 0-3 | 23-25, 23-25, 20-25               |
| 20-07     | Yauco - Juncos            | 2-3 | 23-25, 25-22, 18-25, 28-26, 8-15  |
| 20-07     | Mayagüez - San Sebastián  | 3-2 | 21-25, 25-22, 19-25, 25-17, 15-10 |
| 22-07     | San Sebastián - Guaynabo  | 3-0 | 26-24, 27-25, 25-18               |
| 22-07     | Mayagüez - Yauco          | 3-0 | 25-19, 25-18, 25-17               |
| 24-07     | Juncos - Guaynabo         | 1-3 | 25-18, 18-25, 26-28, 20-25        |
| 24-07     | Naranjito - Mayagüez      | 0-3 | 21-25, 21-25, 23-25               |

#### Classifica
| Pos. | Squadra                  | Pt | G  | V  | P  | SV | SP | Ratio | PF | PS | Ratio |
| ---- | ------------------------ | -- | -- | -- | -- | -- | -- | ----- | -- | -- | ----- |
| 1.   | Indios de Mayagüez       | 42 | 20 | 14 | 6  |    |    |       |    |    |       |
| 2.   | Changos de Naranjito     | 39 | 20 | 14 | 6  |    |    |       |    |    |       |
| 3.   | Mets de Guaynabo         | 34 | 20 | 10 | 10 |    |    |       |    |    |       |
| 4.   | Mulos de Juncos          | 34 | 20 | 12 | 8  |    |    |       |    |    |       |
| 5.   | Caribes de San Sebastián | 18 | 20 | 5  | 15 |    |    |       |    |    |       |
| 6.   | Cafeteros de Yauco       | 13 | 20 | 5  | 15 |    |    |       |    |    |       |

      Ai play-off scudetto.

### Play-off scudetto
|  | Semifinali           | Semifinali           | Semifinali           | Semifinali | Semifinali | Semifinali | Semifinali | Semifinali | Semifinali |  |  | Finale | Finale             | Finale             | Finale             | Finale | Finale | Finale | Finale | Finale |  |
|  |                      |                      |                      |            |            |            |            |            |            |  |  |        |                    |                    |                    |        |        |        |        |        |  |
|  | Indios de Mayagüez   | Indios de Mayagüez   | 3                    | 0          | 2          | 3          | 3          | 1          | 3          |  |  |        |                    |                    |                    |        |        |        |        |        |  |
|  | Mulos de Juncos      | Mulos de Juncos      | 0                    | 3          | 3          | 2          | 2          | 3          | 0          |  |  | 1      | Indios de Mayagüez | Indios de Mayagüez | Indios de Mayagüez | 1      | 1      | 3      | 2      | 2      |  |
|  | Changos de Naranjito | Changos de Naranjito | Changos de Naranjito | 3          | 1          | 2          | 3          | 1          | 0          |  |  | 3      | Mets de Guaynabo   | Mets de Guaynabo   | Mets de Guaynabo   | 3      | 3      | 2      | 3      | 3      |  |
|  | Mets de Guaynabo     | Mets de Guaynabo     | Mets de Guaynabo     | 1          | 3          | 3          | 2          | 3          | 3          |  |  |        |                    |                    |                    |        |        |        |        |        |  |

#### Semifinali
| Gara 1 |                      |     |                            |
|        |                      |     |                            |
| 18-08  | Mayagüez - Juncos    | 3-0 | 25-16, 25-22, 25-15        |
| 17-08  | Naranjito - Guaynabo | 3-1 | 25-21, 25-23, 22-25, 25-12 |

| Gara 2 |                      |     |                            |
|        |                      |     |                            |
| 20-08  | Juncos - Mayagüez    | 3-0 | 25-22, 27-25, 27-25        |
| 19-08  | Guaynabo - Naranjito | 3-1 | 25-15, 25-22, 18-25, 25-22 |

| Gara 3 |                      |     |                                   |
|        |                      |     |                                   |
| 22-08  | Mayagüez - Juncos    | 2-3 | 25-12, 20-25, 22-25, 25-22, 13-15 |
| 21-08  | Naranjito - Guaynabo | 2-3 | 20-25, 25-18, 25-21, 19-25, 12-15 |

| Gara 4 |                      |     |                                   |
|        |                      |     |                                   |
| 24-08  | Juncos - Mayagüez    | 2-3 | 26-28, 25-20, 18-25, 25-13, 16-18 |
| 23-08  | Guaynabo - Naranjito | 2-3 | 25-22, 21-25, 19-25, 25-19, 13-15 |

| Gara 5 |                      |     |                                   |
|        |                      |     |                                   |
| 26-08  | Mayagüez - Juncos    | 3-2 | 25-23, 25-23, 21-25, 21-25, 15-12 |
| 25-08  | Naranjito - Guaynabo | 1-3 | 25-19, 24-26, 22-25, 14-25        |

| Gara 6 |                      |     |                            |
|        |                      |     |                            |
| 30-08  | Juncos - Mayagüez    | 3-1 | 25-22, 25-17, 23-25, 25-23 |
| 27-08  | Guaynabo - Naranjito | 3-0 | 25-22, 25-18, 25-19        |

| \| Gara 7 \| \| \| \| \| \| \| \| \| \| 11-09 \| Mayagüez - Juncos \| 3-0 \| 25-15, 29-27, 25-16 \| |                   |     |                     |
| Gara 7                                                                                              |                   |     |                     |
| |                   |     |                     |
| 11-09                                                                                               | Mayagüez - Juncos | 3-0 | 25-15, 29-27, 25-16 |

#### Finale
| Gara 1 |                     |     |                            |
|        |                     |     |                            |
| 13-09  | Mayagüez - Guaynabo | 1-3 | 26-24, 20-25, 20-25, 18-25 |

| Gara 2 |                     |     |                            |
|        |                     |     |                            |
| 15-09  | Guaynabo - Mayagüez | 3-1 | 20-25, 25-22, 25-18, 25-15 |

| Gara 3 |                     |     |                                  |
|        |                     |     |                                  |
| 17-09  | Mayagüez - Guaynabo | 3-2 | 25-23, 23-25, 19-25, 25-22, 15-9 |

| Gara 4 |                     |     |                                   |
|        |                     |     |                                   |
| 19-09  | Guaynabo - Mayagüez | 3-2 | 25-22, 20-25, 25-16, 22-25, 15-11 |

| \| Gara 5 \| \| \| \| \| \| \| \| \| \| 21-09 \| Mayagüez - Guaynabo \| 2-3 \| 23-25, 27-25, 19-25, 25-22, 12-15 \| |                     |     |                                   |
| Gara 5 |                     |     |                                   |
| |                     |     |                                   |
| 21-09 | Mayagüez - Guaynabo | 2-3 | 23-25, 27-25, 19-25, 25-22, 12-15 |

## Premi individuali
| Premio                   | Giocatore        | Squadra                  |
| ------------------------ | ---------------- | ------------------------ |
| MVP della Regular season | Pablo Guzmán     | Mulos de Juncos          |
| MVP della Finale         | Inovel Romero    | Mets de Guaynabo         |
| Miglior libero           | Dennis Del Valle | Caribes de San Sebastián |
| Miglior esordiente       | Gianluca Grasso  | Mulos de Juncos          |
| Rising star              | Arturo Iglesias  | Mulos de Juncos          |
| Rising ritorno           | Dimar López      | Mulos de Juncos          |
| Miglior allenatore       | Magdiel Rivera   | Mulos de Juncos          |
| Miglior presidente       | Iván Romero      | Mulos de Juncos          |
| All-Star Team            | Juan Miguel Ruiz | Changos de Naranjito     |
| All-Star Team            | Pablo Guzmán     | Mulos de Juncos          |
| All-Star Team            | Inovel Romero    | Mets de Guaynabo         |
| All-Star Team            | Jorge Mencía     | Indios de Mayagüez       |
| All-Star Team            | Jonathan King    | Mulos de Juncos          |
| All-Star Team            | Ángel Rivera     | Changos de Naranjito     |
| All-Star Team            | Dennis Del Valle | Caribes de San Sebastián |